# 彻尽万法根源智经
《彻尽万法根源智经》，又称《生命福音》或《摩尼福音》，摩尼教的七部大经之一。这部经书在《仪略》中音译为“大应轮部”。来源于科普特文「euaggelion」、希腊文，意为“福音”。

## 经名考释
此经统称《生命福音》，或《伟大的生命福音》，或简称《福音》。
| 《克弗莱亚》148；《布道书25》 | 《赞美诗》46-47；139-40 | 《克弗莱亚》5 | 《布道书》94 | 《摩尼光佛教法仪略》     |
| ----------------------------- | ----------------------- | ------------- | ------------ | ------------------------ |
| Euaggelion                    | Euaggelion              | Euaggelion    | Euaggelion   | 应轮（希腊文Euaggelion） |

## 经文内容
这部经书分为22章，每章以叙利亚文的一个字母起头，按照叙利亚文的字母表顺序排列。经文论述智慧和属灵生命的意义，赞颂三位一体的至高神。
在《科隆摩尼古卷》中引用了此经的开头内容：“摩尼在福音中撰述了他最神圣的希望：‘我，耶稣基督的使徒，贯彻神——真理之父的意志，我也是从他而生的。他就是永恒。他存在于万有之先，亦存于万有之后。已有之万有，将有之万有，皆由父之力量所造。祂使我诞生，因祂之意志，我存在于此；他将所有的真实启示给我，我以他的真理而在。我看到了他宣讲的永恒圣言。我向我的同道宣扬真理，我向和平之子宣扬和平，我给予未被玷污的一代希望。我挑选选民，向那些将根据这真理向上攀登的人们指出通往顶峰的道路。我指出了希望，给予了这个启示，写下了这本不朽的福音。在此，我记下了这些神圣的仪式，陈述了伟大的活动——这是这力量的最伟大和神圣之处。我将他启示给我的这些告诉人们，让他们根据我所看到的无上真理和给予我的光辉启示而生活。’”
这段话着重强调至高者的超越性，以及摩尼直接从祂获得真理的启示。摩尼自称“耶稣基督的使徒”，将他的第一部经书命名为福音书，有和教会福音媲美之意。
波斯文-粟特文文书M172中提到了这部福音的另一部分：“祂已被赞颂，祂将被赞颂；亲中之亲的圣子，给予生命的救主耶稣。一切生命之首，智慧的纯粹与理智。她已被赞颂，她将被赞颂；光明处女，创造奇迹的卡尼罗香——智慧之首。它已被赞颂，它将被赞颂；神圣的教会——它被圣父的大力、圣母的赞颂和圣子的智慧所赞美。吉祥和祝福将赐予善良之子，赐予真实言辞的演说者和聆听者；赞颂和荣耀归于圣父、圣子、圣灵和生命的经典；生命福音的言辞指导眼睛与耳朵，教导真理的果实！”
在敦煌文书《摩尼教残经》中也引用了福音书的内容：“《应轮经》云：若电那勿等身具善法，光明父子及净法风，皆于身中每常游止。其明父者，即是明界无上明尊；其明子者，即是日月光明；净法风者，即是惠明。”明父即是明尊（察宛神），明子是日月光明（耶稣），净法风是惠明（圣灵、大诺斯）。